# محمد عمر الأفغاني
محمد عمر الأفغاني (1886 - 1918)
أول من أسس الطريقة الصوفية في الإمارات.
وفد إلى منطقة ساحل عمان في الثلث الأخير من القرن التاسع عشر، وقد شُهر عنه تنظيم حلقات المالد وهو الذي يعود له الفضل في تأسيس الطريقة القادرية الصوفية في إمارة دبي. قدم إلى دبي في عهد الشيخ حشر بن مكتوم بن بطي

## دوره في الإمارات
في بداية قدومه للإمارات مكث في أبوظبي يعمل إماماً للمصلين في مسجد مطر بن مطر واستمر في أبو ظبي سبع سنين بعدها ارتحل إلى دبي. سكن في مسجد الشيخ مبارك في منطقة الشندغة، انتقل بعدها للإقامة في منطقة الرفاعة في بر دبي.

## علاقته مع القوى السياسية
لم يتدخل الأفغاني في القوى السياسية بصورة مباشرة، بل كان له بعض التأثير فيها اعتقاداً من القوى السياسية بأن له قوة روحية مؤثرة في الأحداث. ففي عهد الشيخ سهيل بن بطي آل مكتوم، جاء سلطان عمان فيصل بن تركي بن سعيد لمقابلة الأفغاني. وحاول اقناعه بأن يذهب معه إلى عمان ويعينه على نصرة إحدى القبائل المتمردة. بشره الأفغاني بأن هؤلاء الجماعة سيصلون إلى موقعة معينة ويهزمون. وتقول الرواية بأن النبوءة صدقت.

## نقاده
ظهرت رسالة لمبارك بن سيف الناخي نشرتها مجلة المنار عام 1929 تنتقد فيها بعض ممارسات الأفغاني ومريديه من مثل إدعائه أن النار لا تحرقه وظل الناس مرددين على تلك النار (مدد بوهاشم مدد)

## تلامذته
- عبد الله المريد

## نهايته
في سنة 1915، قام الأفغاني بشراء مائة بندقية من مسقط، ليرسلها إلى أفغانستان. وكان طريق تهريب السلاح يمر عن طريق مكران. فرحل من دبي إلى مكران، مروراً بجزيرة السلامة التي تقابل منطقة خصب، اكتشفت بريطانيا التي كانت تفرض حظر السلاح على ساحل مكران، أن الأفغاني قد نجح في إرسال شحنة من الأسلحة إلى أفغانستان، فبدأت تلاحقه، لكن حاكم مكران كان أحد مريدي الأفغاني فوفر له الحماية السياسية. بعدها عزمت بريطانيا على التخلص من الأفغاني

## الهوامش
1. ↑  الجميري (2011). ص 7
2. ↑  احتفال المولد النبوي
3. ↑  الجميري (2011). ص 17
4. ↑  الجمبري (2011). ص 20-21
5. ↑  الجميري (2011). ص 25
6. ↑  الجميري (2011). ص 24
7. ↑  الجميري (2011). ص 27-28